# Ministerium für Landwirtschaft und ländliche Entwicklung (Israel)

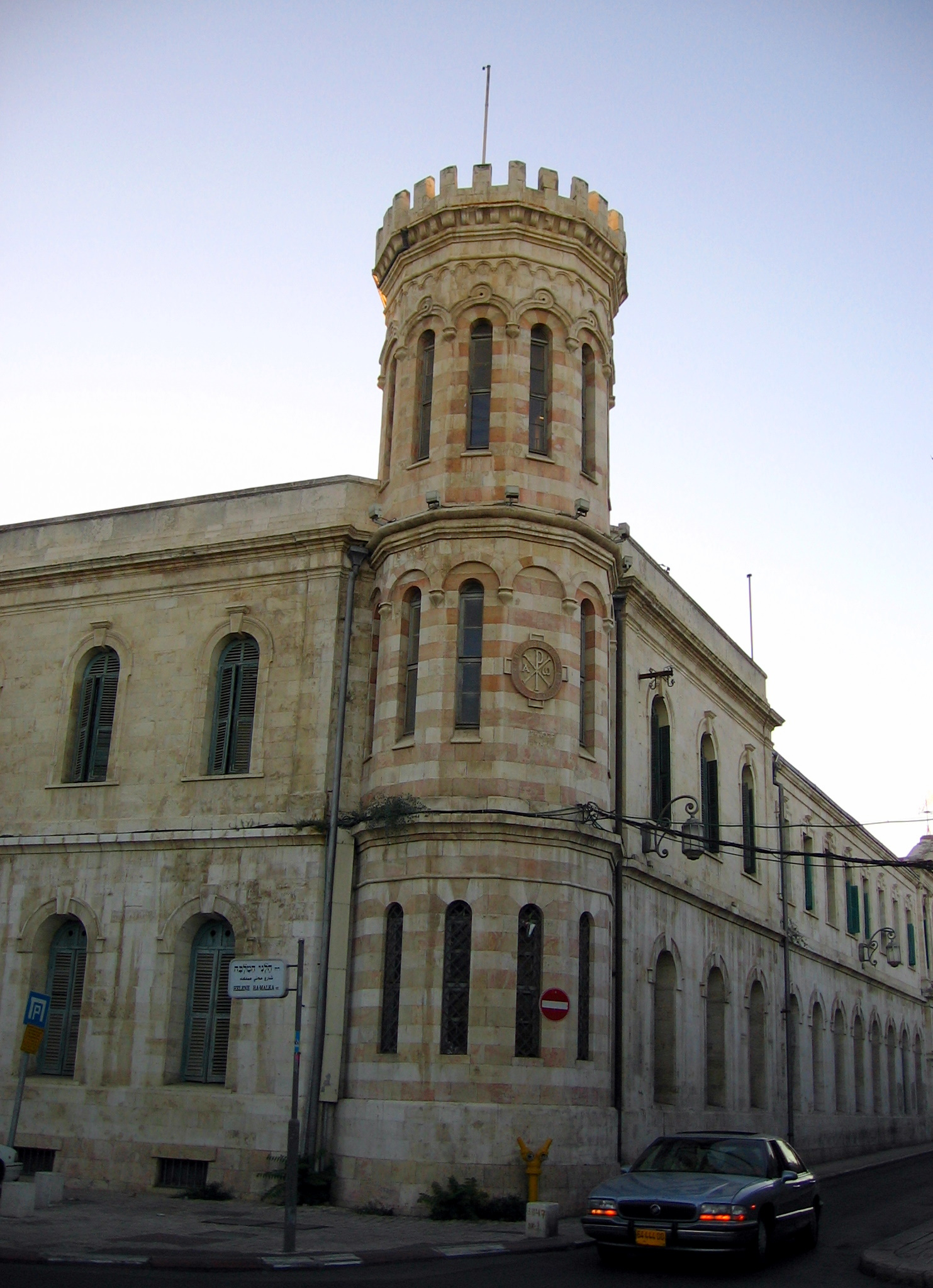
Großfürst-Sergei-Hospiz, 1965 bis 2011 Sitz des Ministeriums, Aufnahme 2007

Das Ministerium für Landwirtschaft und ländliche Entwicklung
(hebräisch מִשְׂרַד הָחַקְלָאוּת וּפִתּוּחַ הַכְּפָר Misrad ha-Chaqla'ūt ū-Fittūach ha-Kfar, deutsch ‚Amt der Landwirtschaft und Entwicklung des Dorfs‘, arabisch وزارة الزراعة وتطوير القروي, DMG Wazāra az-Zirāʿa wa-Taṭwīr al-Qurwī) ist zuständig für Landwirtschaft und ländliche Entwicklung. Ursprünglich hieß das Ministerium nur Ministerium für Landwirtschaft; 1992 erfolgte die Umbenennung.

## Liste der Minister
Die politische Leitung des Ministeriums liegt beim Minister für Landwirtschaft und Entwicklung des Dorfs (hebräisch שַׂר הָחַקְלָאוּת וּפִתּוּחַ הַכְּפָר Sar ha-Chaqlaʾūt ū-Fittūach ha-Kfar, deutsch ‚Minister der Landwirtschaft und Entwicklung des Dorfs‘, arabisch وزير الزراعة وتطوير القرية, DMG Wazīr az-Zirāʿa wa-Taṭwīr al-Qariyya). Das Ministerium gehört nicht zu den bedeutenden Ämtern in der Regierung. Zweimal amtierten Premiers, Menachem Begin und Ehud Barak, zugleich als Landwirtschaftsminister; Begin nach dem plötzlichen Tod des Inhabers und Barak nach dem Rücktritt des Ministers. Gelegentlich werden stellvertretende Minister (Staatsminister) benannt.
| Minister          | Partei                                     | Regierung                    | Amtsdauer                            |
| ----------------- | ------------------------------------------ | ---------------------------- | ------------------------------------ |
| Aharon Zisling    | Mapam                                      | Prov.                        | 14. Mai 1948–10. März 1949           |
| Dov Josef         | Mifleget Poʿalei Erez Jisraʾel             | 1.                           | 1. Juni 1949–1. November 1950        |
| Pinchas Lavon     | Mifleget Poʿalei Erez Jisraʾel             | 2.                           | 1. November 1950–8. Oktober 1951     |
| Levi Eschkol      | Mifleget Poʿalei Erez Jisraʾel             | 3.                           | 8. Oktober 1951–25. Juni 1952        |
| Perez Naftali     | Mifleget Poʿalei Erez Jisraʾel             | 3., 4., 5., 6.               | 25. Juni 1952–3. November 1955       |
| Kadish Luz        | Mifleget Poʿalei Erez Jisraʾel             | 7., 8.                       | 3. November 1955–17. Dezember 1959   |
| Mosche Dajan      | Mifleget Poʿalei Erez Jisraʾel             | 9., 10., 11.                 | 17. Dezember 1959–4. November 1964   |
| Chaim Gwati       | Mifleget Poʿalei Erez Jisraʾel, HaMaʿarach | 11., 12., 13., 14., 15., 16. | 9. November 1964–3. Juni 1974        |
| Aharon Uzan       | HaMaʿarach                                 | 17.                          | 3. Juni 1974–20. Juni 1977           |
| Ariel Scharon     | Likud                                      | 18.                          | 20. Juni 1977–5. August 1981         |
| Simcha Ehrlich    | Likud                                      | 19.                          | 5. August 1981–19. Juni 1983         |
| Menachem Begin    | Likud                                      | 19.                          | 19. Juni 1983–10. Oktober 1983       |
| Pessach Grupper   | Likud                                      | 20.                          | 10. Oktober 1983–13. September 1984  |
| Arje Nechemkin    | HaMaʿarach                                 | 21., 22.                     | 13. September 1984–22. Dezember 1988 |
| Avraham Katz-Oz   | HaMaʿarach                                 | 23.                          | 22. Dezember 1988–15. März 1990      |
| Rafaʾel Ejtan     | Tzomet                                     | 24.                          | 11. Juni 1990–31. Dezember 1991      |
| Jaʿaqov Steinberg | Avoda                                      | 25., 26.                     | 13. Juli 1992–18. Juni 1996          |
| Rafaʾel Ejtan     | Tzomet                                     | 27.                          | 18. Juni 1996–6. Juli 1999           |
| Chaim Oron        | Meretz                                     | 28.                          | 5. August 1999–24. Juni 2000         |
| Ehud Barak        | Avoda                                      | 28.                          | 24. Juni 2000–7. März 2001           |
| Schalom Simchon   | Avoda                                      | 29.                          | 7. März 2001–2. November 2002        |
| Zippi Livni       | Likud                                      | 29.                          | 17. Dezember 2002–28. Februar 2003   |
| Israel Katz       | Likud                                      | 30.                          | 28. Februar 2003–14. Januar 2006     |
| Seʾev Boim        | Kadima                                     | 30.                          | 18. Januar 2006–4. Mai 2006          |
| Schalom Simchon   | Avoda                                      | 31., 32.                     | 4. Mai 2006–18. Januar 2011          |
| Orit Noked        | HaʿAtzmaʾut                                | 32.                          | 18. Januar 2011–18. März 2013        |
| Jaʾir Schamir     | Jisraʾel Beitenu                           | 33.                          | 18. März 2013 – 14. Mai 2015         |
| Uri Ariel         | HaBajit haJehudi                           | 34.                          | 14. Mai 2015 – 15. November 2019     |
| Zachi Ha-Negbi    | Likud                                      | 34.                          | 20. Januar 2020 – 17. Mai 2020       |
| Alan Schuster     | Chosen leJisraʾel                          | 35.                          | 17. Mai 2020 – 13. Juni 2021         |
| Oded Forer        | Jisraʾel Beitenu                           | 36.                          | 13. Juni 2021 – 29. Dezember 2022    |
| Avi Dichter       | Likud                                      | 37.                          | 29. Dezember 2022 – amtierend        |

## Stellvertretende Minister
| Stellvertretende Minister | Partei                                                      | Regierung | Amtsdauer                            |
| ------------------------- | ----------------------------------------------------------- | --------- | ------------------------------------ |
| Josef Efrati              | Mifleget Poalei Erez Jisrael                                | 3.        | 9. Juli 1952–24. Dezember 1952       |
|                           |                                                             |           |                                      |
| Se'ew Stein               | Achdut haAwoda                                              | 7., 8.    | 5. Dezember 1955–17. Dezember 1959   |
|                           |                                                             |           |                                      |
| Aharon Uzan               | HaMa’arach                                                  | 13., 14.  | 17. Januar 1966–17. März 1969        |
| Ben-Zion Chalfon          | HaMa’arach                                                  | 15.       | 22. Dezember 1969–10. März 1974      |
|                           |                                                             |           |                                      |
| Dschabar Muʿaddī          | HaMa’arach, Qidmah u-Fittuach, Reschimah ʿAravit Me'uchedet | 17.       | 24. März 1975–20. Juni 1977          |
|                           |                                                             |           |                                      |
| Pessach Grupper           | Likud                                                       | 19.       | 11. August 1981–10. Oktober 1983     |
| Michael Dekel             | Likud                                                       | 20.       | 10. Oktober 1983–13. September 1984  |
| Awraham Katz-Oz           | HaMa’arach                                                  | 21., 22.  | 24. September 1984–22. Dezember 1988 |
|                           |                                                             |           |                                      |
| Walid Zadik               | Meretz                                                      | 25., 26.  | 4. August 1992–18. Juni 1996         |
|                           |                                                             |           |                                      |
| Gila Gamli'el             | Likud                                                       | 30.       | 30. März 2005–14. Januar 2006        |